# 减法合成
减法合成是一种利用滤波器“减去”有大量谐波的原始信号中部分谐波来创造音色的声音合成方法，由于早期模拟合成器几乎均使用减法合成，因此有时利用模拟电路进行的减法合成也直接被称作模拟合成。减法合成是1930年代以来被电子合成器广泛采用的合成技术，也是目前最主要的合成技术之一。许多数字合成器、虚拟模拟合成器和软件合成器都在或独立，或与其他方法结合地使用减法合成。 

## 概述
在傅里叶变换的角度，任何复杂的周期性信号都可以被认为是由一组不同的正弦信号组成。具体到声音来说，就是由一组正弦波的频率和振幅决定了声音的特性；其中最低的频率一般为基频，确定了音高；而更高频率的正弦波们（称为“谐波”），则确定了音色。
因此，为了得到确定的某个声音，有两种不同的基本思路：从不含谐波的声音开始，逐个谐波地叠加产生所需声音；或者从充满谐波的声音开始，删去不需要的谐波获得所需声音。两条思路分别对应了加法合成和减法合成。
在模拟电路时代，加法合成由于需要振荡器数量极多而不具有实用价值，因而减法合成成为了流行的合成方式。而就现在来看，虽然减法合成无法（像FM合成、加法合成那样）创造新的谐波，但其易于理解，容易实现，且不会改变原始信号的音高，因而至今仍有广泛使用。

## 流程

简单的减法合成流程框图

减法合成的流程可以简单概括为：振荡器或噪声发生器产生原始的声音“原料”，然后由滤波器削弱（“减”掉）不需要的部分频率分量，同时通过带有包络的放大器模块等调节音量和截止频率等参数，得到需要的声音。对于这一过程，一个常用的比喻是米开朗琪罗的名言“要得到《大卫》雕像，只需要将大理石上不属于大卫的部分全部去掉”。

### 振荡器
作为合成素材的原始波形一般都需要具有丰富的谐波，以下是一些常见的波形：
- 锯齿波，明亮，包含所有整数倍谐波。适于模仿弦乐器、贝斯和铜管乐的声音。

- 方形波，声音有“吹管”感，仅包含奇数倍谐波。适于模仿长笛类木管乐以及贝斯的声音，有时也用来合成打击乐声。

- 三角波，类似方波，但更加“柔和”，仅包含奇数倍谐波，比方波在高频衰减更快，几乎只包含前五个泛音。适于模仿木管乐器和叠加声音使其变“厚”。

- 噪声波，嘶嘶作响，杂乱无章，包含所有频率的声音，视各个频率的能量分布情况可以区分颜色。适于模仿打击乐和一些音效。

- 正弦波，清晰、柔和，仅包含基频。适于模仿音叉、口哨之类“纯净”的声音。（注：由于纯正弦波不包含任何谐波，因此无法通过线性滤波来改变音色）

一些合成器会使用更复杂的波形（如 Synapse Audio DUNE），甚至是声音采样（如 iZotope Iris）来作为原始波形，这可以为声音带来更多变化。
可以用一些方式来调整振荡器产生的声音，例如脉宽调制（只用于方波）、多个振荡器的环形调制、频率调制、幅度调制、相位调制，以及两个振荡器的硬同步（通常简称为同步），虽然这些调制严格来说超出了减法合成的范围，但大部分“减法合成器”都带有其中的一个或多个功能。

### 滤波器
根据削弱声音“部分”的不同（频率分布），滤波器包括了低通滤波器（削弱高频）、高通滤波器（削弱低频）、带通滤波器（只保留特定频段，高通和低通的组合）、带阻滤波器（削弱特定频段，又称为“陷波滤波器”）、共振峰滤波器和梳状滤波器等。最常见、最重要的滤波器是低通滤波器，许多合成器（例如 Minimoog）只有一个低通滤波器。
这些滤波器听起来是这个样子（音频与右侧频谱图互相对应，建议点击查看大图片）：

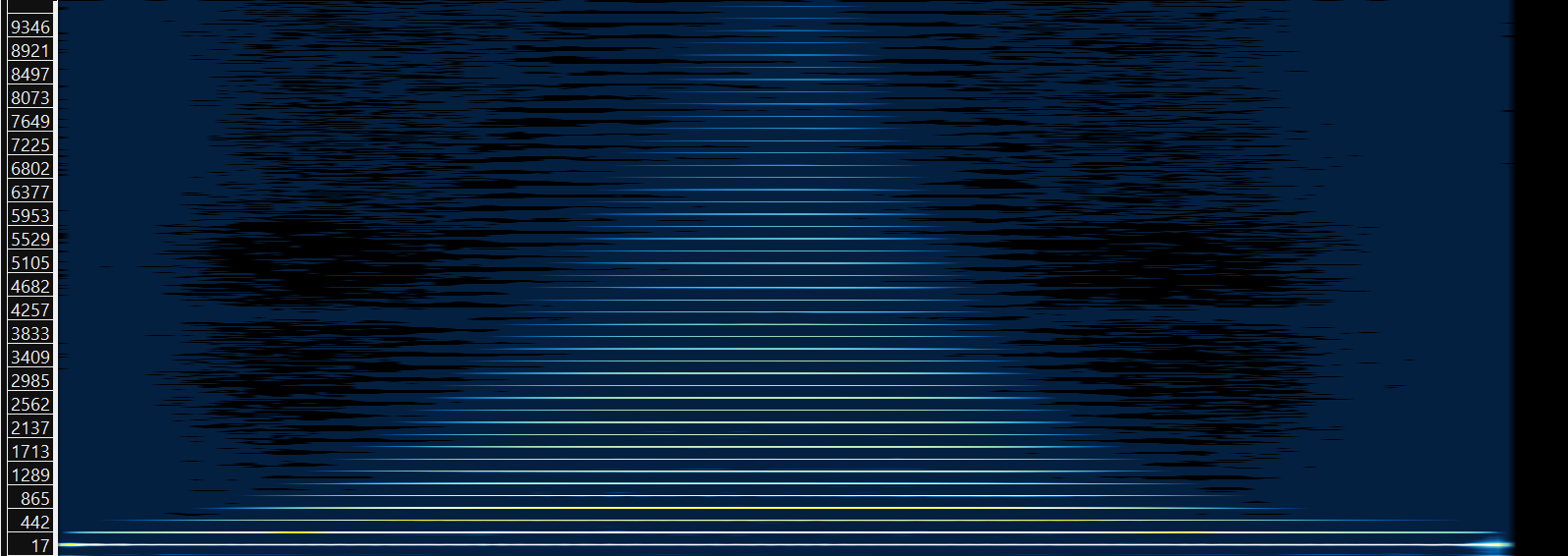
低通滤波器处理锯齿波的频谱图，截止频率先增加后降低，可以看到被削弱的（高频）部分逐渐缩小，又逐渐扩大。

- 低通滤波器：

- 带有共振的低通滤波器：

- 高通滤波器：

- 带通滤波器：

- 带阻滤波器：

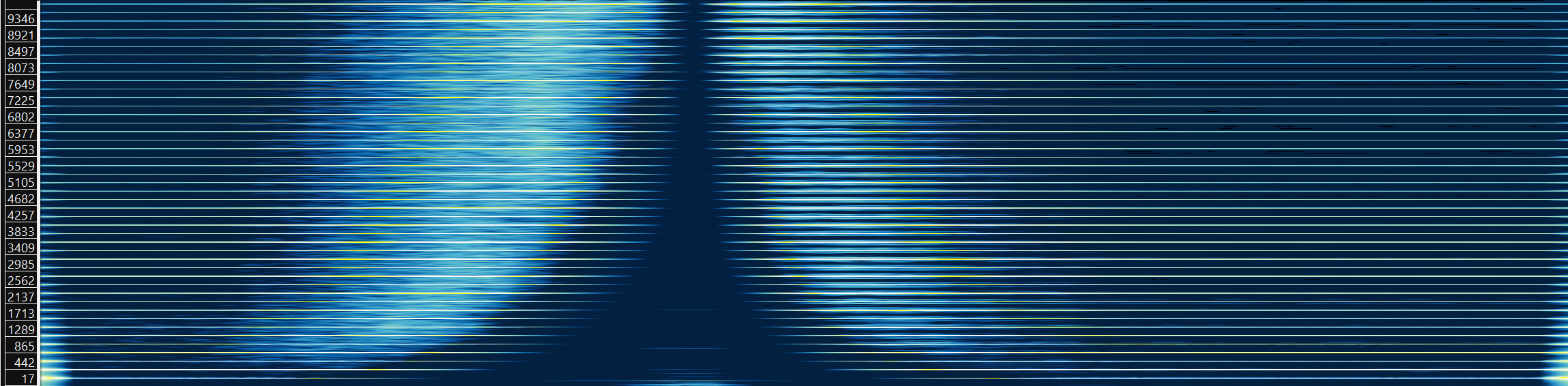
高通滤波器处理锯齿波的频谱图，截止频率先增加后降低，可以看到被削弱的（低频）部分逐渐扩大，又逐渐缩小。

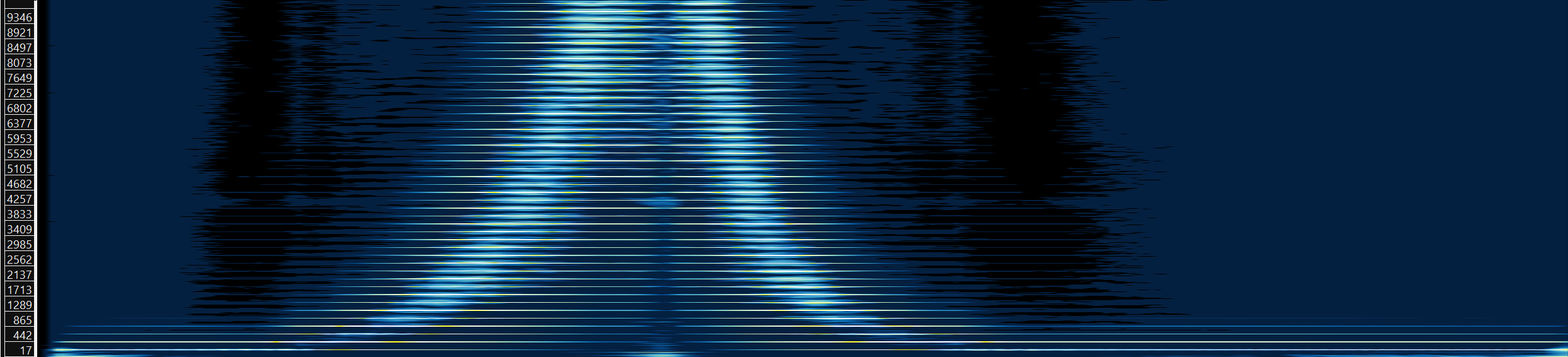
带通滤波器处理锯齿波的频谱图，截止频率先增加后降低，可以看到保留的频段部分为截止频率附近的部分。

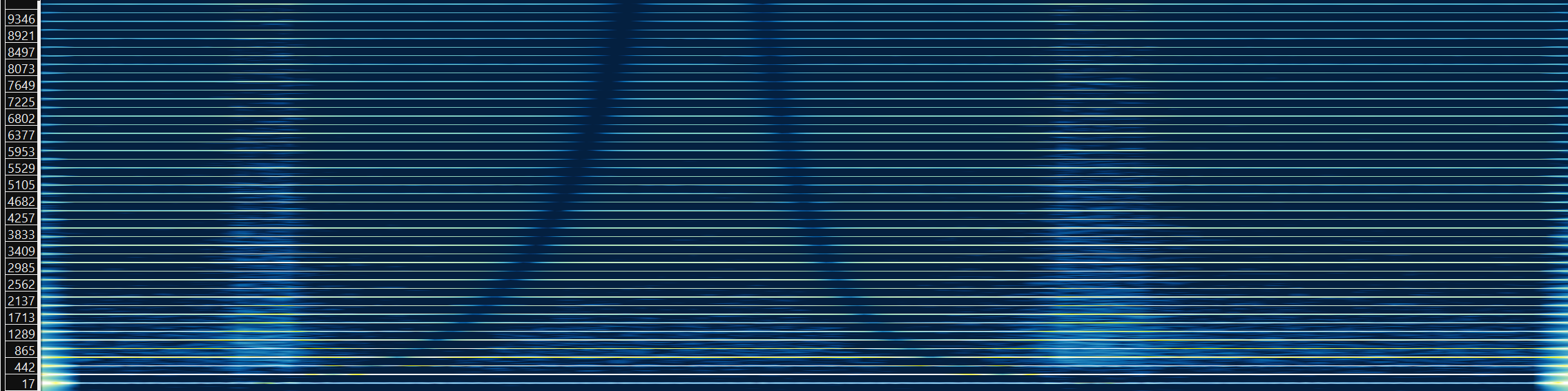
带阻滤波器处理锯齿波的频谱图，截止频率先增加后降低，可以看到削弱的频段部分为截止频率附近的部分。

在减法合成中，滤波器最重要的参数是截止频率（信号开始大量衰减的转折点）。与名字暗示的不同，高于截止频率的部分并不会被完全消除，而是随着与截止频率距离的增加而衰减。这个衰减过程的速度被称为滤波器的“斜率”，以每倍频程分贝数(dB/octave) 为单位。高斜率下声音转变剧烈，低斜率时声音转折比较柔和。大多数合成器的滤波器斜率在 12 到 24 dB/八度之间。
滤波器通常还具有所谓的共振，共振会提高截止频率附近的信号能量，使声音带有新的，听起来更响亮的特质。此外，滤波器的模拟电路（或信号处理）架构也会影响其频率响应，带来不同的声音特性。

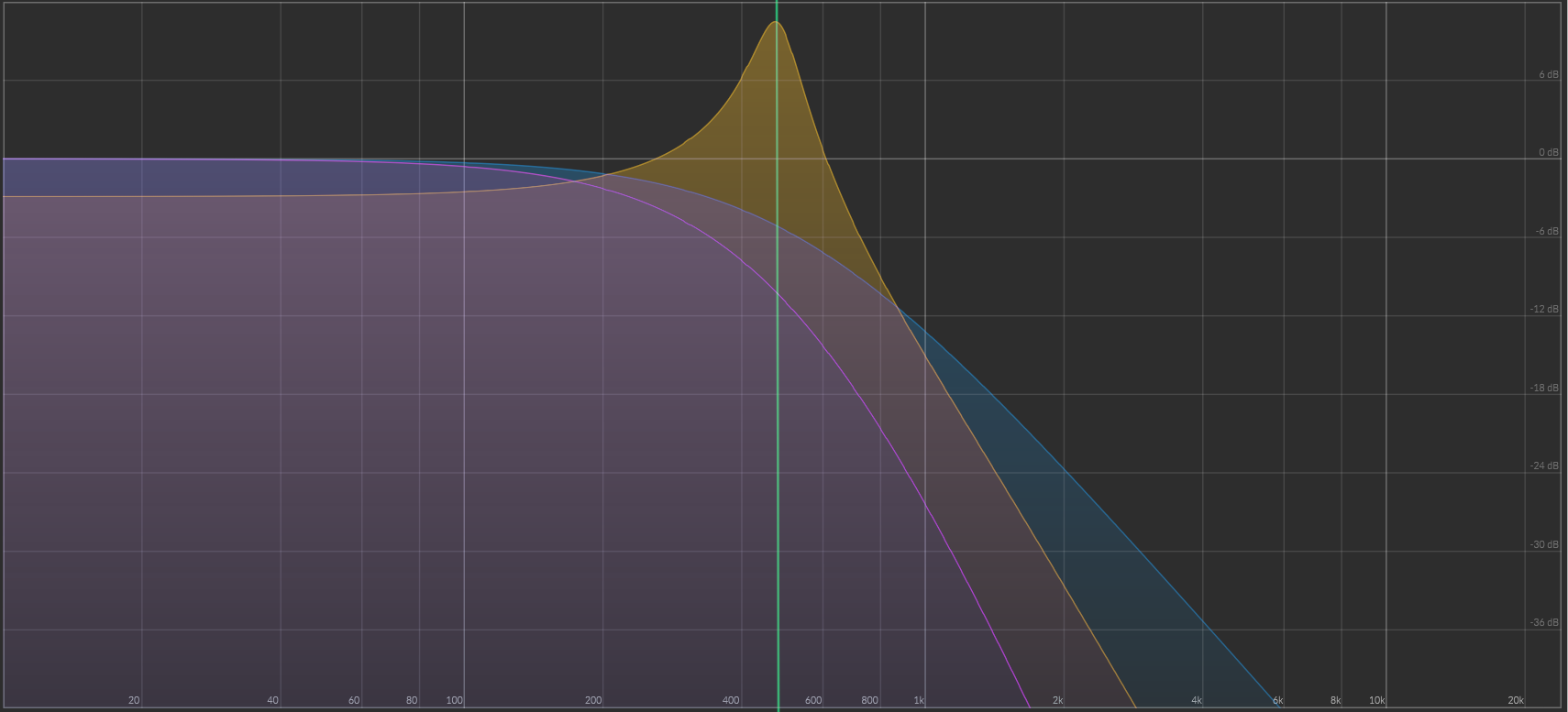
前文所述几种低通滤波器幅频特性的Bode图，展示了截止频率同样在500Hz的三个不同滤波器的频率响应。蓝色：12dB/八度；紫色：24dB/八度；黄色：24dB/八度，并附带共振特性。

对于大多数合成器，滤波器的截止频率、共振，以及声音的调制都可以通过控件手动控制，也可以通过包络或LFO等调制器自动控制。
减法合成的代表性声音之一，就是滤波器截止频率在整个频率范围里快速扫过，就像这样：

### 放大器及控制信号
经过滤波器部分后，信号被发送到放大器，来得到音量随时间变化的声音。这种变化也是合成出的声音特性的一部分。例如，打击乐总有一个短促的音头和相对较长的声音自由减弱部分，而吹管乐器则会随着吹奏者的气息慢慢变大声，一直持续，而在吹奏者不再吹气之后立即停止。
在大部分合成器中，这种音量的变化是通过一种被称为“起音-衰减-持续-释放（ADSR）”的四段包络控制的（“起音”段控制开始时音量达到最大所需的时间，“持续”段控制音符持续触发时稳定的音量，“衰减”段控制音量从最大下降到“持续”水平所需的时间，而“释放”段则控制音符不再持续触发时音量下降为零所需的时间）；而有些合成器中，会利用更多段数的包络获得对音量更精确的控制。如上面“滤波器”一节所言，这些包络也可以用来控制其他参数，以达到对声音的控制。
此外，低频振荡器（LFO）也是减法合成中的重要元素，它会随着时间的推移缓慢振荡，用这种振荡信号调制合成中的参数，能够产生动态变化的声音。

## 示例

### 人声
概念上来说，减法合成类似于语音学中的声源-滤波器模型，即“语音是由声带产生声音后，经由声道的共鸣腔滤波而形成的”这一原理。因此，我们可以借助自身的发声来理解减法合成的基本概念。
当人类说话、唱歌或发出其他声音时，声带可以类比为减法合成中的振荡器，口腔和喉咙则可以看作滤波器。
想象以同样的音高唱出“唔-” [uː]和“啊-” [ɑː]，并试着分辨这两种情况之间的区别。在这两种情况下，声带产生的声音都非常相似——都是谐波丰富的声音。两者之间的区别在于口腔和喉咙的滤波方式。嘴部不同的形状，决定了滤波器的频率响应，也就确定了哪些谐波将被削弱（“减”掉）。 “啊-”声音中仍然存在大部分原始谐波； “唔-”的声音中则消除（或者说，削弱）了大部分谐波。控制口腔这个滤波器，逐渐把声音从“唔-”变为“啊-”，再变回来，就完成了一次扫频，而这正是吉他哇音效果的基础。
人类还能够通过发出“嘶嘶”声来产生近似白噪声的声音。想要“合成”（或者更普通地说，模仿）喷气式飞机着陆的声音，就要通过改变嘴的形状来逐渐削弱白噪音的高频部分，直到得到粉噪声。另一个“滤波”白噪音的例子，则是试着轻声而拉长地说“书”字，感受“sh（ㄕ）”发音的变化。这种“给白噪声做滤波”的操作，在电子乐器中被用于合成海浪声和风声，以及创建军鼓和其他打击乐的声音。

### 电子合成器
许多电子音乐中常用的音色都是通过减法合成创造的，这些音色可能由模拟合成器、数字合成器或软件合成器创造，它们的操作过程相似，主要区别在于产生机处理音频信号的电路类型。模拟合成器通过模拟电路构成的压控振荡器（VCO）产生原始波形，利用压控滤波器（VCF）削弱不需要的谐波，再通过附带包络控制的压控放大器（VCA）控制音量的变化；数字合成器中，这些部件的一个或多个变为数字电路，从而实现更多功能、更低成本和更稳定的表现。
我们可以在软件构成的合成器中，用下面这个例子——用减法合成器来模仿拨弦的声音，感受之前提到的所有减法合成流程和概念。
| 具体合成过程 |
| --- |
| 首先，准备两个产生相对复杂且谐波丰富的波形的振荡器，这里用的是方波： 添加脉宽调制以实现动态变化的音调： 把两个声音混合在一起。下面的例子中，两个声音是等量混合的，但实际上可以使用任何比例。 混合后的结果被送入压控放大器，从而具有音量的ADSR包络。换句话说，它的音量根据预设模式改变。下面是一个模拟弹拨弦的包络： 接着，声音通过一个低通滤波器： 一般的拨弦声音都会首先衰减高频，因此，为了更好地模拟弹拨琴弦的声音，滤波器的截止频率需要从一个中间值开始，并逐渐压低，就像这样： 加上一个琶音器，发出有节奏和音高变化的声音： |

## 应用
自1930年的特劳特温电子琴以来，减法合成方式被广泛使用。特劳特温电子琴由柏林艺术大学的Friedrich Trautbein于1930年发明，并于 1932 年上市，声源为锯齿波，具有多个共振峰滤波器，可以产生相当多的音色效果。同时期发明的减法合成器还包括1937年苏联的沃洛金合成器、1939年美国的哈蒙德新音琴（Hammond Novachord）等，这些原始电子乐器的应用并不广泛。
直到1960-1970年代，Moog、Buchla和阿兰·罗伯特·派尔曼制作了具有现代“VCO-VCF-VCA”架构的模拟合成器，但这些合成器都是模块化的，不存在固定的信号流向。1968年，温蒂·卡洛斯发行了利用Moog合成器创作的《巴赫，启动！》（Switched on Bach）专辑，成为是当时销量最高的古典音乐唱片之一。Buchla合成器则被巴菲·圣-玛丽（Buffy Sainte Marie）应用在了1969年的专辑《Illuminations》中，对實驗音樂产生了深远影响。之后，这些合成器也在摇滚乐领域开始了广泛应用，披頭四樂隊、爱默生、雷克与帕玛乐队都利用Moog合成器创作了歌曲。此后，以1971年上市的Minimoog和1972年上市的ARP Odyssey为代表，固定连接的模拟减法合成器开始出现，大大简化了声音制作的流程。
1970-1980年代，随着数字合成器的发展，减法合成也被引入数字合成器中。这段时期，许多数字合成器中还保留了模拟电路的VCF滤波器，称为“模拟/数字混合合成器”，如KORG DW-8000、Ensoniq ESQ-1等。1995年，Clavia推出了一种虚拟模拟合成器Nord Lead，该合成器完全使用数字信号处理再现模拟合成器的所有部分。在数字合成时代，减法合成常被作为一种声音处理手段，与其他方式结合，例如采样、FM合成、加法合成等。